# À toi pour la vie
Pour plus de détails, voir Fiche technique et Distribution.
À toi pour la vie (titre original : When My Baby Smiles at Me) est un film américain en Technicolor réalisé par Walter Lang, sorti en 1948.

## Synopsis
Un couple dirigeant une entreprise de spectacles de variétés qui opère en campagne, doit faire face à des problèmes quand le mari remporte un grand succès à Broadway. Mais la célébrité conduit celui-ci à l'alcoolisme, et sa femme demande le divorce pour épouser un éleveur. Un ami essaie de les réconcilier.

## Fiche technique
- Titre français : À toi pour la vie
- Titre : When My Baby Smiles at Me
- Réalisation : Walter Lang
- Scénario : Lamar Trotti et Elizabeth Reinhardt d'après la pièce Burlesque de George Manker Watters et Arthur Hopkins
- Production : George Jessel
- Société de production : Twentieth Century Fox
- Photographie : Harry Jackson
- Montage : Barbara McLean
- Pays de production : États-Unis
- Format : couleur (Technicolor) - 1,37:1 - Mono (Western Electric Recording)
- Genre : film musical et romance
- Durée : 98 minutes
- Dates de sortie :
  - États-Unis : 10 novembre 1948
  - France : 3 mars 1950

## Distribution
- Betty Grable : Bonny Kane
- Dan Dailey : 'Skid' Johnson
- Jack Oakie : Bozo Evans
- June Havoc : Gussie Evans
- Richard Arlen : Harvey Howell
- James Gleason : Lefty Moore
- Robert Emmett Keane : Sam Harris